# Cowley, Alberta
Cowley är en ort i Kanada.   Den ligger i provinsen Alberta, i den södra delen av landet, 2 900 km väster om huvudstaden Ottawa. Cowley ligger 1 169 meter över havet och antalet invånare är 236.
Terrängen runt Cowley är platt åt sydost, men åt nordväst är den kuperad. Runt Cowley är det glesbefolkat, med 20 invånare per kvadratkilometer.. Närmaste större samhälle är Pincher Creek, 12,9 km sydost om Cowley.
Trakten runt Cowley består till största delen av jordbruksmark.